# Parafia Matki Boskiej Zwycięskiej w Łodzi
Parafia Matki Boskiej Zwycięskiej w Łodzi – parafia rzymskokatolicka w środkowej części Łodzi, na osiedlu administracyjnym Stare Polesie, wchodząca w skład dekanatu Łódź-Śródmieście archidiecezji łódzkiej.
Parafia została erygowana 1 lipca 1926 przez biskupa Wincentego Tymienieckiego, ordynariusza diecezji łódzkiej. Pierwszym proboszczem parafii (1926–1941) był męczennik i Sługa Boży ks. Dominik Kaczyński. Ze środków parafian oraz przedsiębiorców niemieckich i żydowskich  powstał w latach 30. XX wieku kościół Matki Boskiej Zwycięskiej w Łodzi - wotum za Bitwę Warszawską.  
Na obszarze parafii mieszka ok. 10 tysięcy osób.

## Księża pracujący w parafii
- (2006 – ) proboszcz: ks. prałat Tadeusz Weber[1]
- wikariusz: ks. Henryk Krzosek
- wikariusz: ks. Radosław Krych

## Grupy parafialne
Przy kościele działają: Żywa Róża, Wieczernik, Asysta Parafialna, Trzeci Zakon św. Franciszka, ministranci, grupa młodzieżowa, schola dziecięca.
Przy parafii funkcjonuje centrum odpowiedzialne za organizację corocznych łódzkich pielgrzymek na Jasną Górę. Działa tu także duszpasterstwo stowarzyszenia "Rodzina Katyńska".

## Księgi metrykalne
ochrzczonych 1926–, małżeństw 1926–, zmarłych 1926–

## Kościoły i kaplice na terenie parafii
- kościół rektoralny pw. Niepokalanego Poczęcia Najświętszej Marii Panny duszpasterstwa Środowisk Twórczych, ul. Marii Curie-Skłodowskiej 22
- kaplica w Domu Opieki Społecznej, ul. 28. Pułku Strzelców Kaniowskich 32
- kaplica w Caritas Archidiecezji Łódzkiej, ul. Gdańska 111
- kaplica Sióstr Misjonarek Miłości, ul. Andrzeja Struga 90a